# Aérodrome de Suai
L'aérodrome de Suai (code IATA : UAI • code OACI : WPDB), aussi connu sous le nom de Covalima, est un aérodrome sans services aériens à l'aéroport situé à 4 km à l'est de Suai, une ville dans le Timor oriental (Timor-Leste).
Il a rouvert en 2015 pour des vols Air Timor à destination de Dili-Presidente-N. Lobato avant de refermer[réf. nécessaire].

## Situation
| Atauro Baucau Dili Abisu Oecusse Suai Viqueque |